# Here Comes That Day
Here Comes That Day è un singolo della cantante inglese Siouxsie, pubblicato il 29 ottobre 2007 come secondo estratto dall'album Mantaray.

## Il disco
La canzone è uscita come singolo in vinile, CD singolo e download digitale. Il singolo contiene una versione strumentale della traccia, il 12” i remix.
Here Comes That Day è stato nominato "Singolo della settimana" sulla BBC Radio 2 il 15 settembre 2007. Grazie alla sua popolarità, il brano è entrato nella classifica dei singoli del Regno Unito prima della data ufficiale di pubblicazione, piazzandosi al nº 93, ma non è riuscito a rimanere nella top 100 in seguito alla completa uscita del singolo, e cadde al nº 103.

## Tracce
Testo di Sioux, musica di Sioux, Noko, Kookie, Gray.

### 7”
Lato A
1. Here Comes That Day

Lato B
1. Here Comes That Day (Instrumental)

### 12"
Lato A
1. Here Comes That Day (Freelance Hellraiser Fuzzy Kerbox Remix)

Lato B
1. Here Comes That Day (Evans & Jones Remix)

### CD
1. Here Comes That Day
2. Here Comes That Day (FlyKKiller Remix)
3. Here Comes That Day (Freelance Hellraiser Fuzzy Kerbox Remix)

## Formazione
- Siouxsie Sioux - voce
- Steve Evans - chitarra, programmatore
- Nako - chitarra, tastiere, programmatore
- Phil Andrews - chitarra, tastiere, programmatore
- Charlie Jones - basso
- Terry Edwards - sassofono, tromba, flicorno
- Clive Deamer - batteria
- Ken Dewar - percussioni